# Baljci
Baljci [bɑʎci] ist ein Ort im Dalmatinischen Hinterland in Kroatien, der zur Gemeinde Ružić gehört. Nördlich von Baljci liegt das Svilaja-Gebirge. Baljci ist etwa 30 km von der Adriaküste entfernt.

## Nachbargemeinden
An das Gebiet von Baljci grenzen im Osten Mirlović Polje, im Süden Ružić und im Südwesten Drniš.

## Gliederung
Baljci besteht aus Gornji Baljci (Ober-Baljci) und Donji Baljci (Unter-Baljci). Gornji Baljci liegt im Svilaja-Gebirge. Donji Baljci erstreckt sich bis zum Tal des Flusses Čikola im Petrovo Polje, welches überwiegend landwirtschaftlich genutzt wird.

## Bevölkerung
Momentan leben einige ältere Einwohner in Baljci. Der größte Teil der Bevölkerung ist aufgrund des Kroatienkrieges in den 1990er Jahren ins Ausland geflohen. Die meisten ehemaligen Einwohner von Baljci leben heute in Serbien, Deutschland, Amerika und Großbritannien.

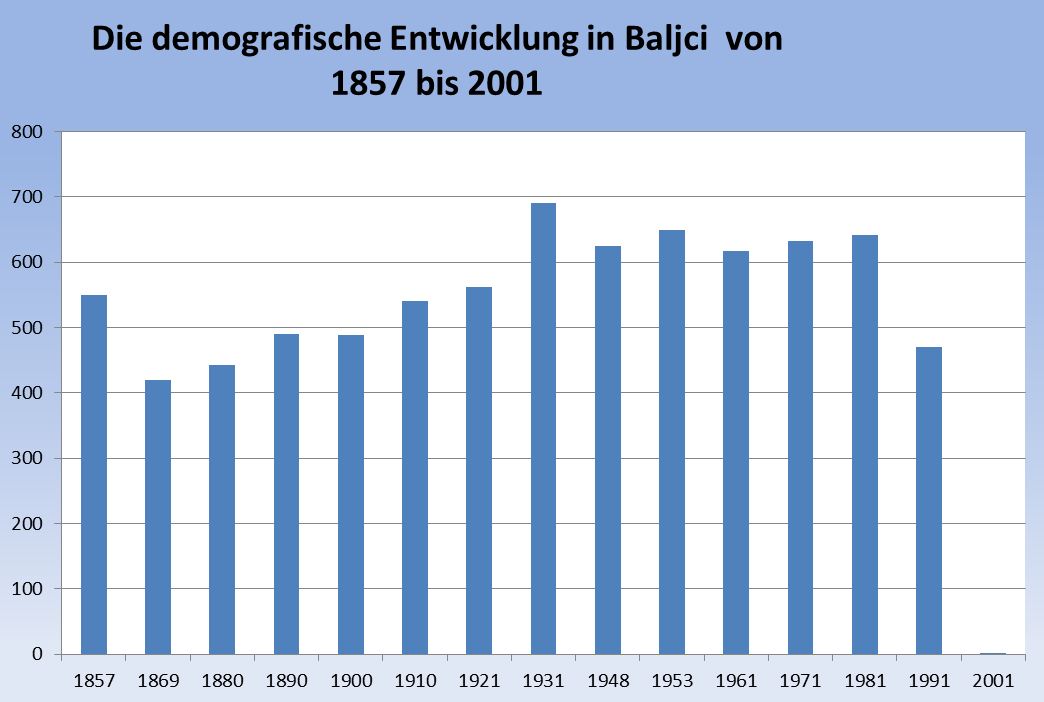
Die demografische Entwicklung in Baljci von 1857 bis 2001

### Ethnische Zusammensetzung
Die linke Abbildung zeigt die demografische Entwicklung in Baljci bis Ende des Kroatienkrieges. Wie aus den untenstehenden Kuchendiagrammen zur ethnischen Zusammensetzung zu sehen, bilden die Serben mit 96 % die größte Bevölkerungsgruppe, an der zweiten Stelle stehen die Kroaten mit 3 % und andere mit einem Anteil von 1 %. Unter den Ortschaften in der Gemeinde Ružić war Baljci 1991 die drittgrößte Ortschaft. Mit seiner mehrheitlich serbischen Bevölkerung bildete es jedoch eine Ausnahme in der Gemeinde Ružić, welche überwiegend von der kroatischen Bevölkerungsgruppe bewohnt wird, wie in der rechten Abbildung dargestellt.

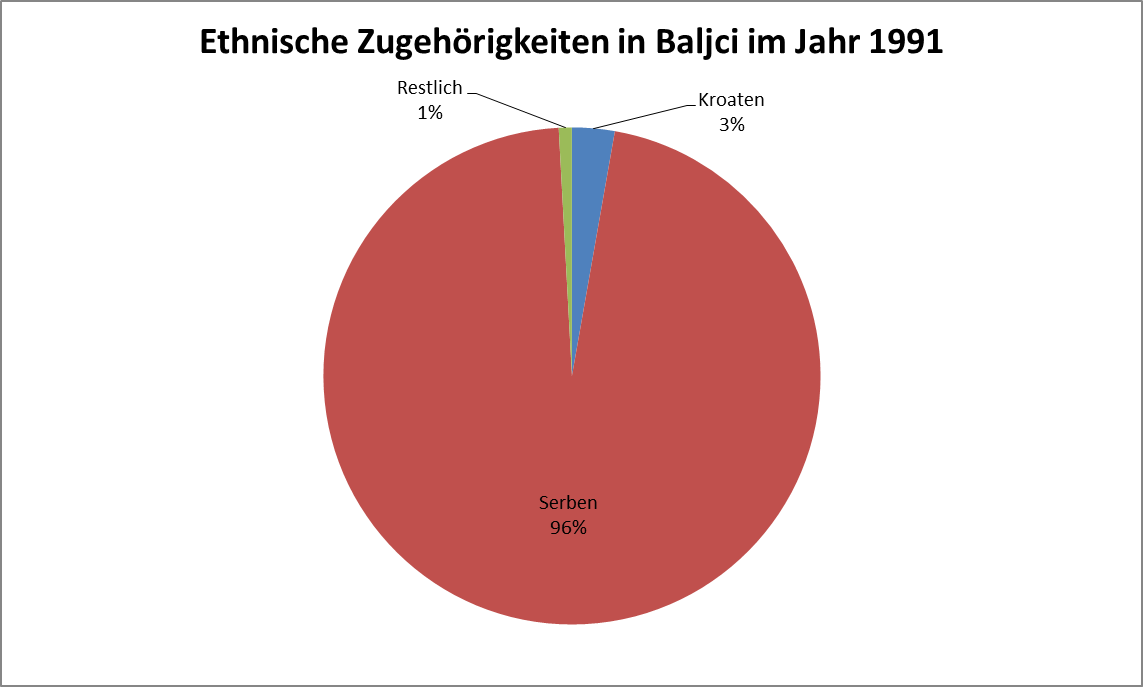
Ethnische Zugehörigkeiten in Baljci im Jahr 1991
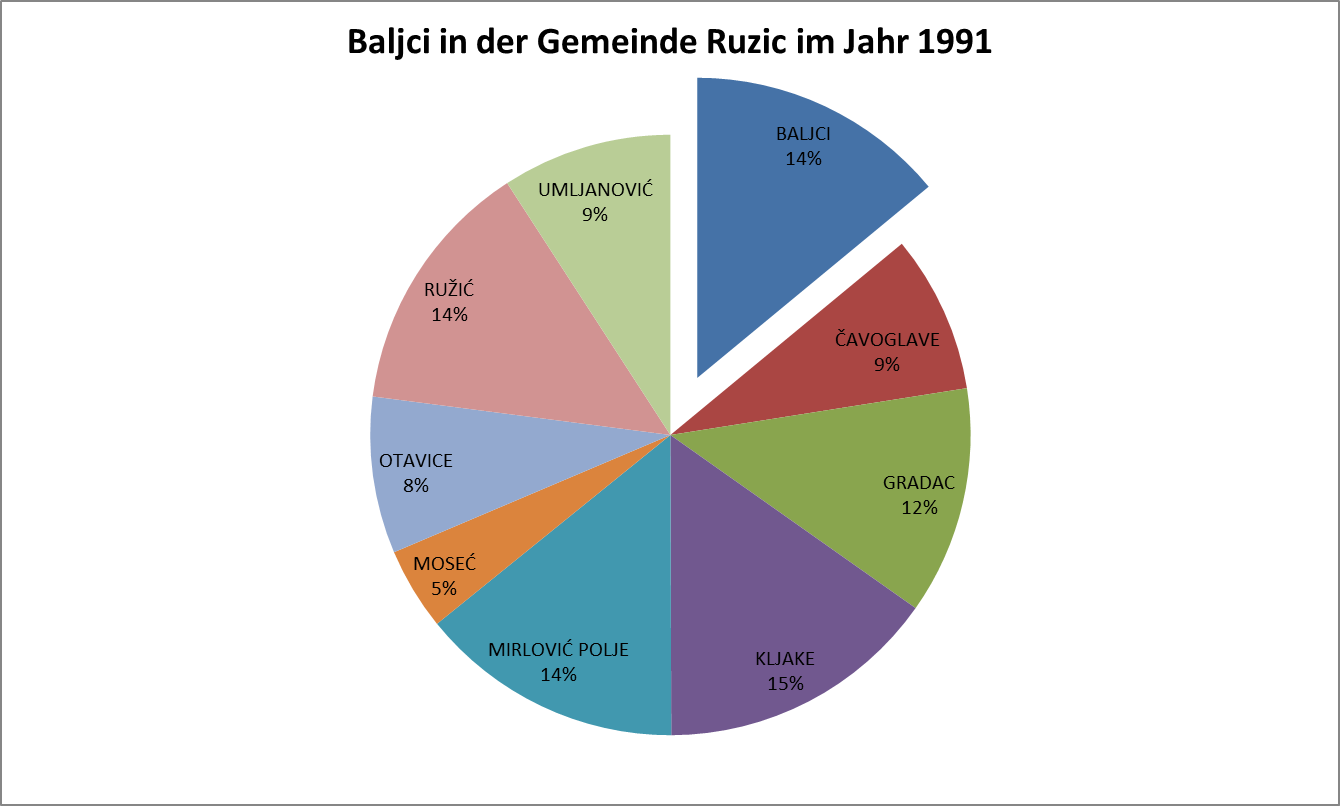
Baljci in der Gemeinde Ružić im Jahr 1991[3].

## Geschichte

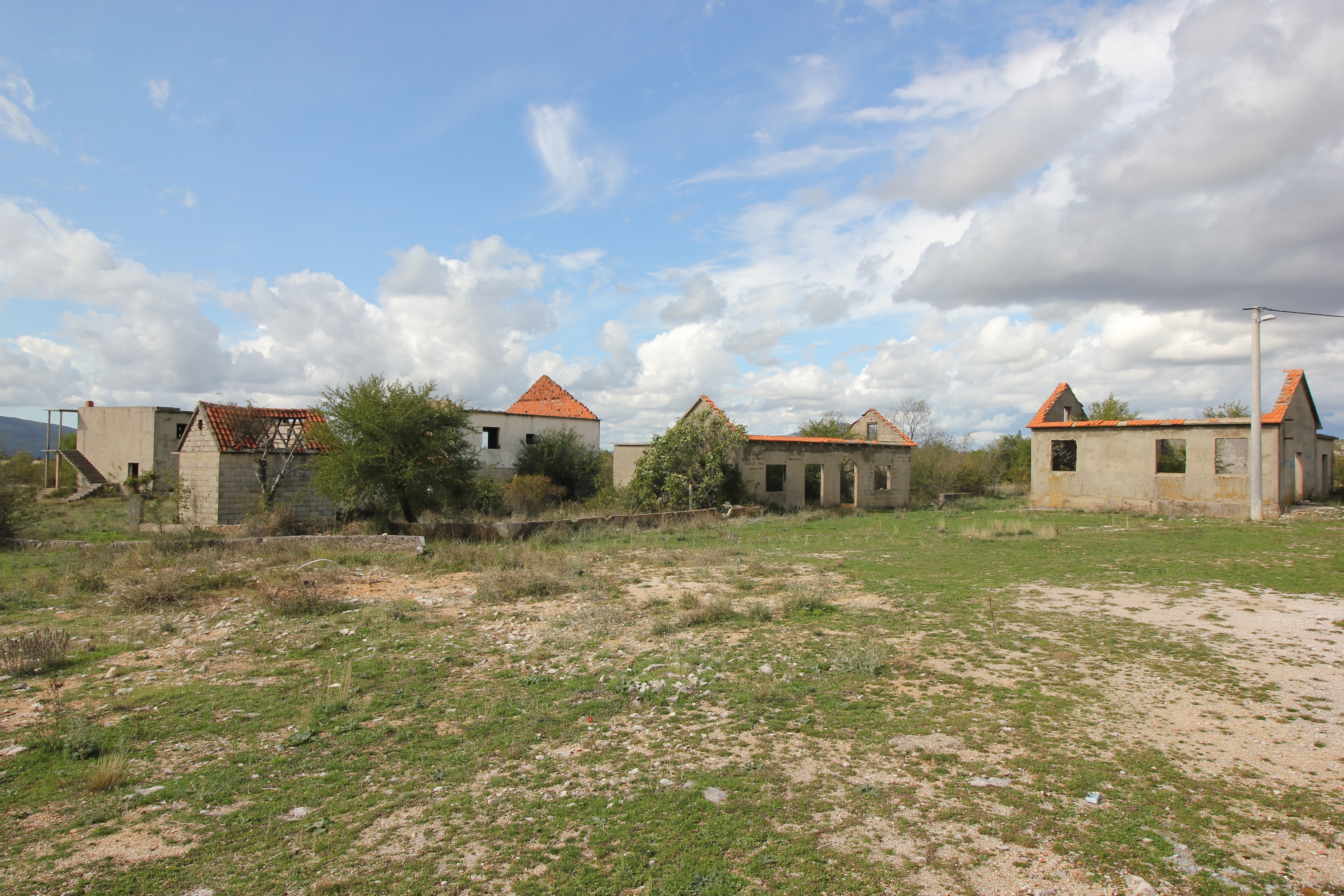
Ruinen im Ortszentrum (2020)

Zwischen 1991 und 1995 befand sich Baljci auf dem Gebiet der international nicht anerkannten Republik Serbische Krajina (RSK). Die Frontlinie verlief nur wenig südlich des Ortes.
Die RSK wurde im August 1995 durch die Operation Oluja in das kroatische Staatsgebiet eingegliedert und somit die Gebietshoheit Kroatiens hergestellt. Mit dem Zusammenbruch der Republika Srpska Krajina verließ die Bevölkerung von Baljci ihre Heimat.
Durch die Flucht der Bevölkerung und die vollständige Zerstörung der Infrastruktur im Jahr 1995 wurde die Bevölkerung der Lebensgrundlage beraubt und dadurch an der Rückkehr gehindert.

## Politik
Als eine der wenigen Ortschaften in der Europäischen Union ohne Elektrizitätsversorgung und fließendes Wasser, entgegneten die Bürger von Baljci diesem Missstand mit Protest gegenüber der aktuellen Politik. 500–650 Bürger haben 2014 ein individuelles Ersuchen in Form einer Petition für die Anbindung an das lokale Strom- und Wassernetz nach gängigen europäischen Standards erteilt.
Forderungen der Petition:
- Es wird die Bearbeitung der Anträge für den Wiederaufbau der zerstörten Häuser gefordert.
- Es wird ein Zugang zum Stromnetz gefordert.
- Es wird die Beseitigung von Müll und die regelmäßige Müllabfuhr in der Ortschaft gefordert.
- Es wird der Zugang zum Wassernetz gefordert.
- Es wird der Schutz vom privaten Eigentum gefordert.
- Es wird die Ersetzung und Reparatur der Infrastruktur gefordert.

## Kultur und Sehenswürdigkeiten

### Bauwerke

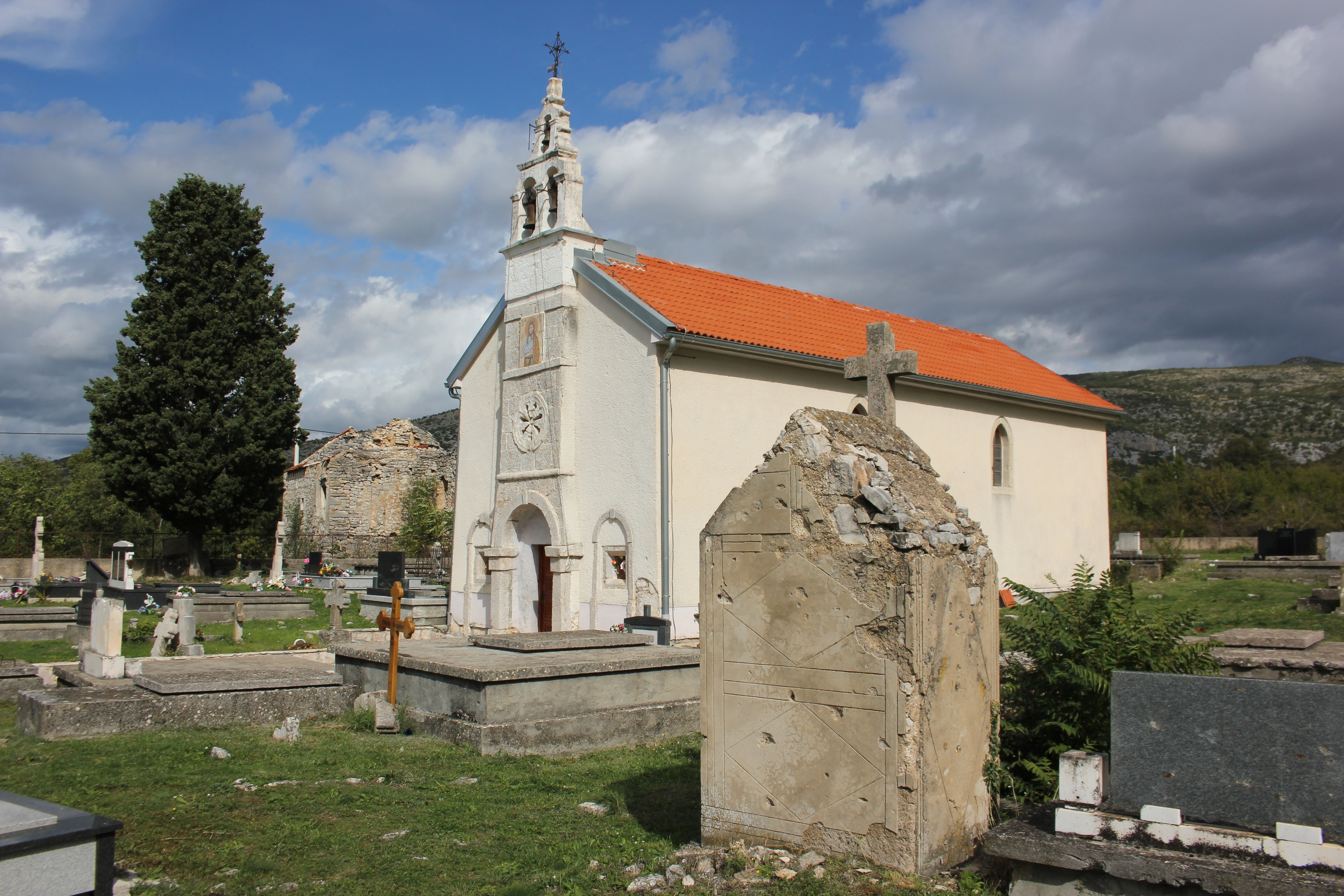
Die serbisch-orthodoxe Kirche Sv. Jovan Krstitelj

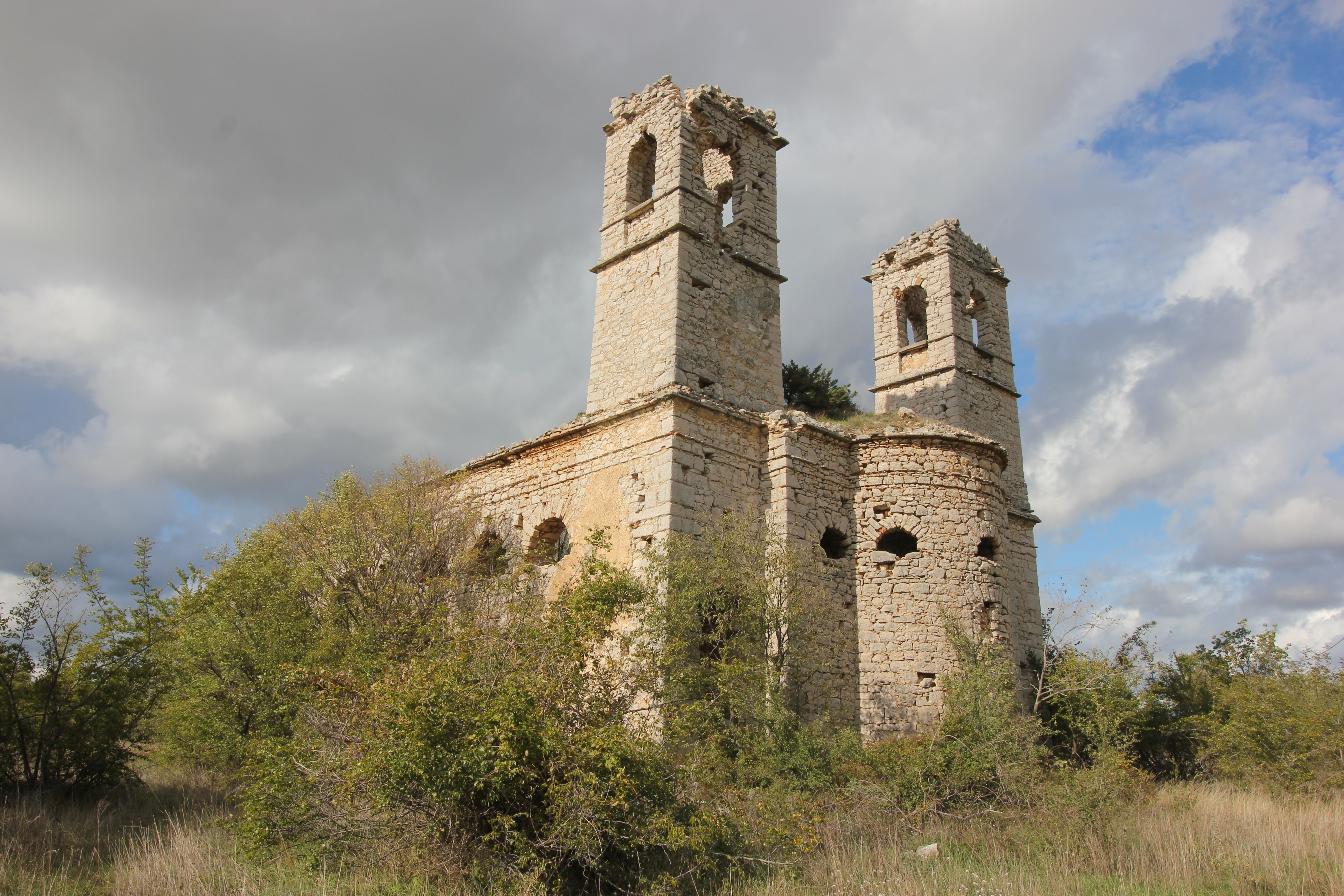
Ruine der griechisch-katholischen Kirche der Verklärung des Herrn

- Die in traditioneller Architektur gebaute Kirche Sv. Jovan Krstitelj (Hlg. Johannes der Täufer) aus dem Jahr 1730[9]
- Die Ruinen der griechisch-katholischen Kirche Preobraženja Gospodinova („Verklärung des Herrn“) aus dem Jahr 1832[10]

### Klima
Es herrscht ein mediterran-kontinentales Klima, dass durch heiße Sommer und gemäßigte Winter geprägt ist. Im Sommer weht häufig zwischen Vormittag und Nachmittag ein leichter Wind von der Adriaküste, welcher die Sommertemperatur von ca. 35 °C erträglich macht.

### Spezialitäten
- Sir iz mišine (kroatisch für Käse aus einem Schaffell) ist ein Käse-Reifungsverfahren.
- Suvi Pršut (Geräucherter Schinken)
- Vino (Wein)

## Persönlichkeiten
Dragan Tarlać (* 9. Mai 1973 in Novi Sad, Serbien) ist ein serbischer Basketballspieler mit Herkunft aus Baljci. Im Sommer 2000 ging er in die USA zu den Chicago Bulls. Durch die Initiative von Dragan Tarlać konnte die Kirche Sv. Jovan Krstitelj aus dem Jahr 1730 wieder erneuert werden.

## Regelmäßige Veranstaltungen
Das Volksfest in Baljci am Ivanjdan ist ein altes Brauchtum in der Ortschaft. Das Fest findet jährlich am 7. Juli statt und ist das größte Fest in Baljci. Für gewöhnlich kommen hunderte Besucher aus der ganzen Welt, um am Ivanjdan in Baljci teilzunehmen.